# Lüften (Eichstätt)

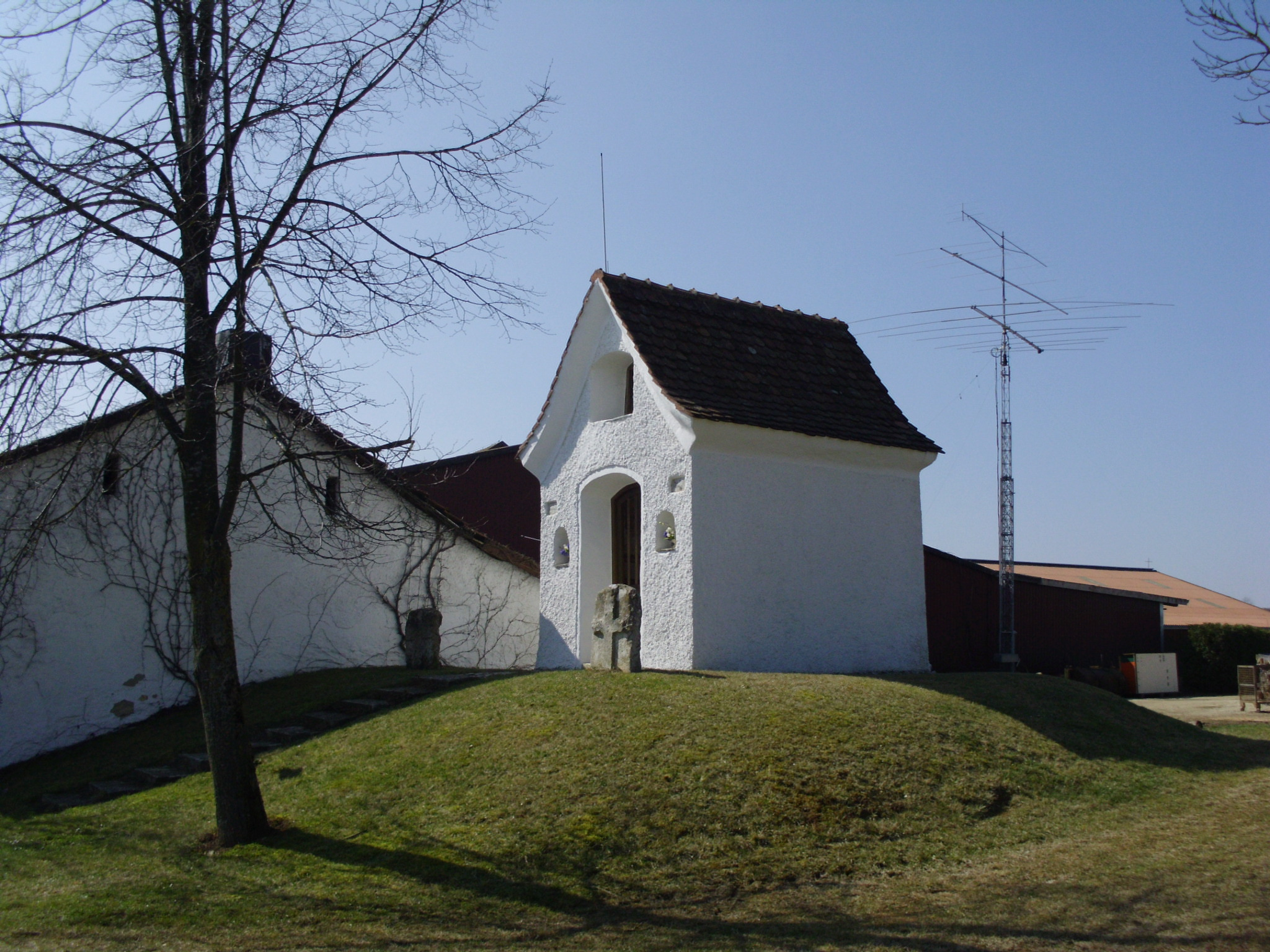
Lüftenkapelle mit den beiden Kreuzsteinen

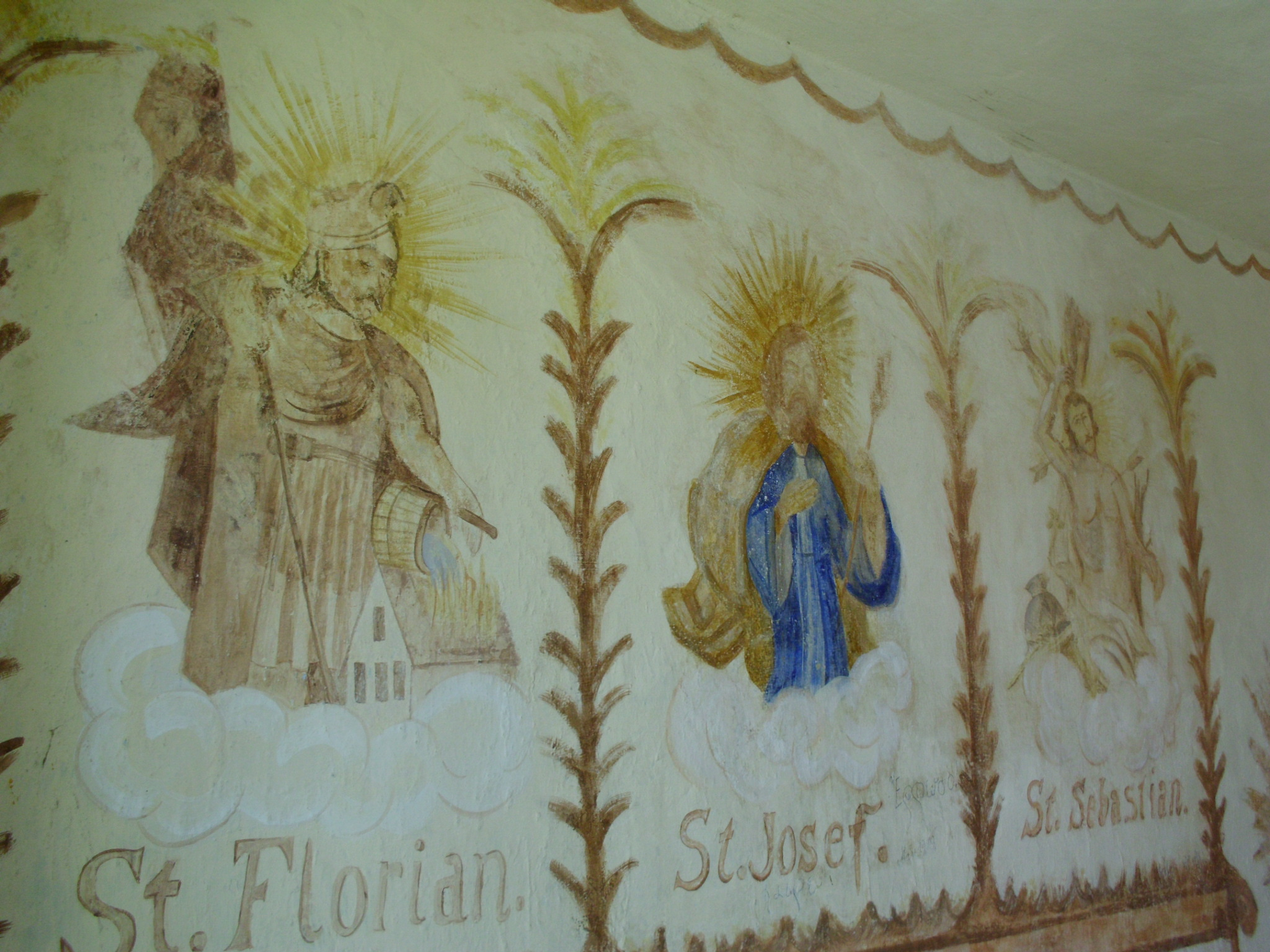
Ausmalung der Lüftenkapelle

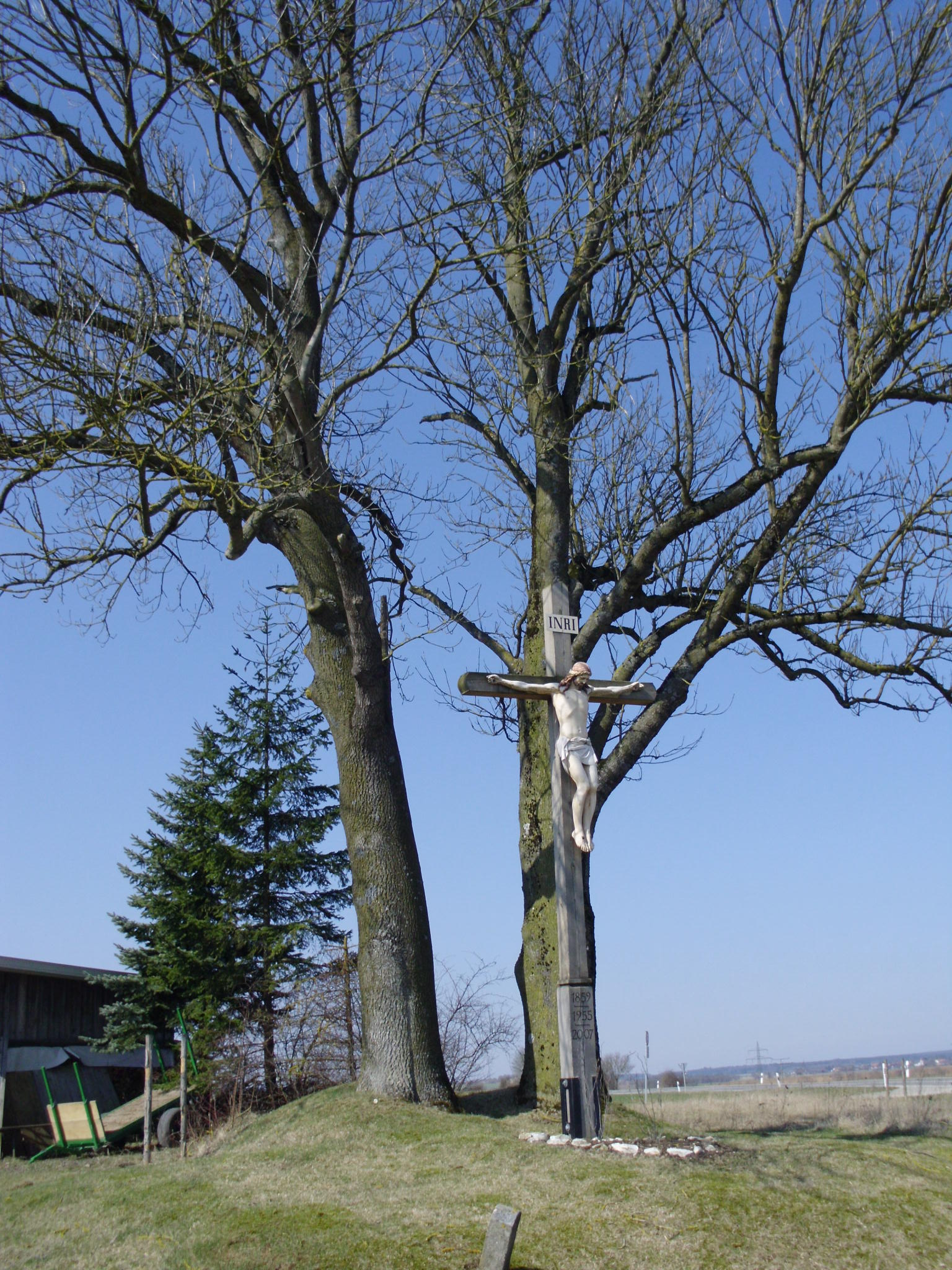
Hohes Kreuz

Lüften ist eine Einöde und ein Ortsteil der Stadt Eichstätt im oberbayerischen Landkreis Eichstätt.

## Lage
Lüften liegt nördlich von Eichstätt am Ausgang des von Eichstätt heraufführenden Buchtales auf der Hochfläche der Fränkischen Alb.

## Geschichte
Eventuell ist Lüften (= „Zur luftigen Stelle/Kapelle“) eine Neusiedelung an Stelle des abgegangenen Leerstetten, das nach einem Beleg von 1355 zwischen Eichstätt, Wintershof, Preith und (Ober-)Wimpasing lag. Die 1874 von dem Wirt Peter Pfefferle erbaute Gastwirtschaft „Zur Lüften“ wird heute als Pizzeria geführt, wobei das heutige Gebäude laut Inschriftentafel von Johann Maria Geyer im Jahr 1925 neu erbaut wurde; die Familie Geyer ist seit 1899 in Besitz der Gastwirtschaft „Zur Lüften“. Die „Historischen Blätter für Stadt und Landkreis Eichstätt“ bemerken hierzu: „Die Distriktstraße Eichstätt–Titting führte damals noch vom Buchtal aus steil zur Lüften empor, von vielen Wasserquerrinnen unterbrochen. Bergauf konnte nur wenig geladen werden, bergab rieb sich der Hemmschuh vom Bremsen heiß. Im Sommer lag im Taleinschnitt unerträgliche Hitze, unter der Mensch und Tier litten. Somit wurde die ‚Lüften‘ ein gutbesuchter Ort zur Ruhe nach Überwindung der gefährlichen Bergstraße.“ Das Anwesen war halb auf Wintershofer, halb auf Preither Gemeindegrund errichtet und wurde am 14. Januar 1886 mit dem amtlichen Namen „Zur Lüften“ der Gemeinde Preith zugeteilt. 1983 war Lüften noch ein landwirtschaftlicher Vollerwerbsbetrieb, der 1995 zu einem Reiterhof umgewidmet wurde. 1961 war ein, 1987 waren zwei Wohngebäude ausgewiesen.
Lüften war Ortsteil der Gemeinde Preith. Die Gemeinde Preith wurde am 1. Mai 1978 aufgelöst, Lüften kam zur Stadt Eichstätt.

## Einwohnerentwicklung
- 1937: 7[5]
- 1950: 14[6]
- 1961: 5[7]
- 1983: 8[8]
- 1987: 6[9]

## Lüftenkapelle
Die „Lüftenkapelle“ ist 1714 von Balthasar Schiffer errichtet worden. Bei ihr stehen zwei mittelalterliche Kreuzsteine und ein laut Sockelinschrift 1859 errichtetes und zuletzt 2007 renoviertes Kruzifix, das „Hohe Kreuz“. Der Innenraum der Kapelle wurde 1921 durch Professor Oskar Seidl (1854–1948) mit sechs Heiligen ausgemalt.

## Verkehrsanbindung
Lüften ist von Westen her über die Kreisstraße EI 49 und von Südosten und von Norden her über die Staatsstraße 2225 zu erreichen. Die frühere von Eichstätt über das Buchtal führende Verbindungsstraße nach Lüften ist zwar noch vorhanden, endet aber im Süden von Lüften und mündet in einen Fußweg ein.